# Joseph Skarbek
Pour les articles homonymes, voir Skarbek.
Joseph Alexandre Paul Jules Skarbek est un ingénieur des chemins de fer et photographe français d’origine polonaise. Il est surtout connu pour ses photos témoignant de la naissance de l'immense chemin de fer Longhai en Chine au début du XXe siècle.

## Biographie
Joseph Skarbek est né à Mensignac en Dordogne le 21 novembre 1879, au sein d'une famille issue de la vieille noblesse polonaise : comtes Skarbek z Góra (de Jakub Góra), blason Abdank. Il est petit-fils du sous-lieutenant de l’armée polonaise Józef Maciej Skarbek émigré en France en 1832, à l’âge de vingt-deux ans, à la suite de l’échec de l’insurrection polonaise de novembre 1830 contre l'Empire russe de Constantin Pavlovitch de Russie frère de l'empereur Alexandre Ier (empereur de Russie). 
Joseph Skarbek fait toute sa carrière dans la construction des voies ferrées. Comme son père et ses oncles qui étaient déjà ingénieurs et techniciens des chemins de fer. L’un de ses oncles, Henri, lui a aussi transmis sa passion de la photographie.
Skarbek arrive au centre de la Chine en décembre 1906 à la suite de son engagement pour la Compagnie de tramways et chemins de fer en Chine, à capitaux franco-belges (Groupe Empain), qui recrute des ingénieurs et conducteurs de travaux pour la Compagnie impériale des chemins de fer en Chine afin de construire une voie ferrée de Kaifeng à Luoyang (Henan fou) le long du Fleuve Jaune. À Shanghai, il transborda sur un navire fluvial allemand, la Mei-Dah, pour remonter le Fleuve Bleu (Yang-Tsé) pendant huit jours jusqu’à Hankou, au sud englobée aujourd’hui dans la mégapole de Wuhan. Abandonnant alors la navigation fluviale, il emprunta en direction du nord vers Pékin, la nouvelle voie ferrée Il est aussitôt mis au travail par l’ingénieur en chef belge Henri Squilbin à la section traversant les sites archéologiques les plus anciens et comportant beaucoup d’ouvrages d’art lui est d’abord confiée. C’est ainsi qu’il résida de longs mois près de Gongxian, près de Zhengzhou au village de Shihuiwu, puis à celui de Shixia. Il prit de nombreuses photos de ces régions.Il a laissé de son séjour en Chine centrale dans la province du Henan (1906-1909), un fonds d’environ 500 belles photos non seulement des travaux de construction de la voie ferrée de Kaifeng à Luoyang (Henan fu), premier tronçon du Longhai 陇海铁路 alors appelé Bianlo, mais aussi de la vie locale avec ses personnages, des monuments et des paysages. Ce sont les premières photos de la région.
Skarbek a travaillé également au Yemen et à la construction du métro parisien desservant la ville de Paris et son agglomération. Exploité aujourd'hui par la Régie autonome des transports parisiens (RATP).
Il termina sa vie professionnelle comme ingénieur en chef au Chemin de fer métropolitain de Paris en 1939 au moment de la  déclaration de la Seconde Guerre mondiale.
Il est mort à Boulogne-Billancourt le 4 décembre 1961 et inhumé au cimetière du Père-Lachaise (54e division).

## Œuvres
Le fond Skarbek riche de 500 photos (album de tirages sur papier argentique de l’époque, les plaques de verre négatives s’étant trouvées détruites) a été légué par son fils Jean Skarbek à l’École Française d’Extrême-Orient qui en a effectué la numérisation et en détient les droits. Le fond est visible sur le site www.efeo.fr expositions virtuelles.
L'exposition des photographies de Chine centrale (Henan 1906-1909) de Joseph Skarbek (1879-1961) a été présentée à ce jour :
- Varsovie, Musée d’Asie et du Pacifique, 2001, 23 avril-septembre (avec catalogue)
- Bratislava, Le mois de la photographie, Institut polonais, 2001, novembre (avec catalogue)
- ASIE DU SUD-EST, expositions itinérantes (notamment à Singapour) organisées par le musée d’Asie et du Pacifique de Varsovie, depuis 2002
- Paris, Galerie La Brocante de Pékin en septembre-octobre 2003
- Paris, École française d’Extrême-Orient (ÉFEO) sous forme d'exposition virtuelle sur son site internet www.efeo.fr depuis 2005
- Zhengzhou, Centre de la ligne du Bienluo à la construction de laquelle contribua Joseph Skarbek, Grande Galerie d’Art „Dahe Hualang” (Zhang), en avril-mai 2005
- Paris, Bibliothèque polonaise, du 8 novembre au 23 décembre 2006
- Pékin, Centre culturel français, 2007, 1er-15 juin
- Paris, Maison de la Chine, 24 mai au 4 octobre 2008.